# El resurgimiento de las ciencias religiosas
El resurgimiento de las ciencias religiosas; en árabe: احياء علوم الدين‎, transliterado al alfabeto latino como Iḥyā′ ‘Ulūm al-Dīn') es un libro del siglo XI, escrito por el teólogo persa Abū Ḥāmid Muḥammad ibn Muḥammad al-Ghazali. El libro fue escrito en árabe y está basado en la experiencia religiosa personal del autor. Es considerada como una de sus principales obras, y también como una introducción clásica para el camino del piadoso musulmán hacia Dios. Originalmente abarca más de 40 volúmenes, en los cuales aborda los principios y prácticas del Islam y demuestra cómo estos pueden ser la base de una vida religiosa reflexiva, manteniendo así los niveles más altos del sufismo.  Algunos consideran erróneamente que el libro Kimiyā al-Sa'ādat (La alquimia de la felicidad) es una reescritura más breve de esta obra.  Ghazali dijo que él escribió  El resurgimiento de las ciencias religiosas para reflejar la naturaleza del segundo, así como otros escritos teológicos.

## Contexto
Ghazali fue discípulo del teólogo Al-Juwayni, bajo el cual estudió ciencias religiosas, incluyendo jurisprudencia y la sharia. Nizam al-Mulk, visir del Imperio selyúcida, reconoció el inmenso potencial de Ghazali como ulema, por lo que decidió ponerlo a cargo de la madrasa de Nizamiyya en Bagdad. Ghazali, en la cima de su fama y erudición, sufrió una profunda crisis espiritual e intelectual. Dejó su cargo en la institución bajo la petición de peregrinaje. Realizó una larga travesía, viajando hacia Damasco, Jerusalén y finalmente a La Meca para realizar su peregrinación. Durante todo este viaje, Ghazali atravesó una lucha espiritual interna, y se sintió atraído por el camino de los sufistas. Este viaje influyó a Ghazali a escribir primero su autobiografía llamada Liberación del error, y posteriormente su famosa obra, El resurgimiento de las ciencias religiosas, explicando detalladamente sobre misticismo, teología, prácticas y rituales islámicos.

## Estructura

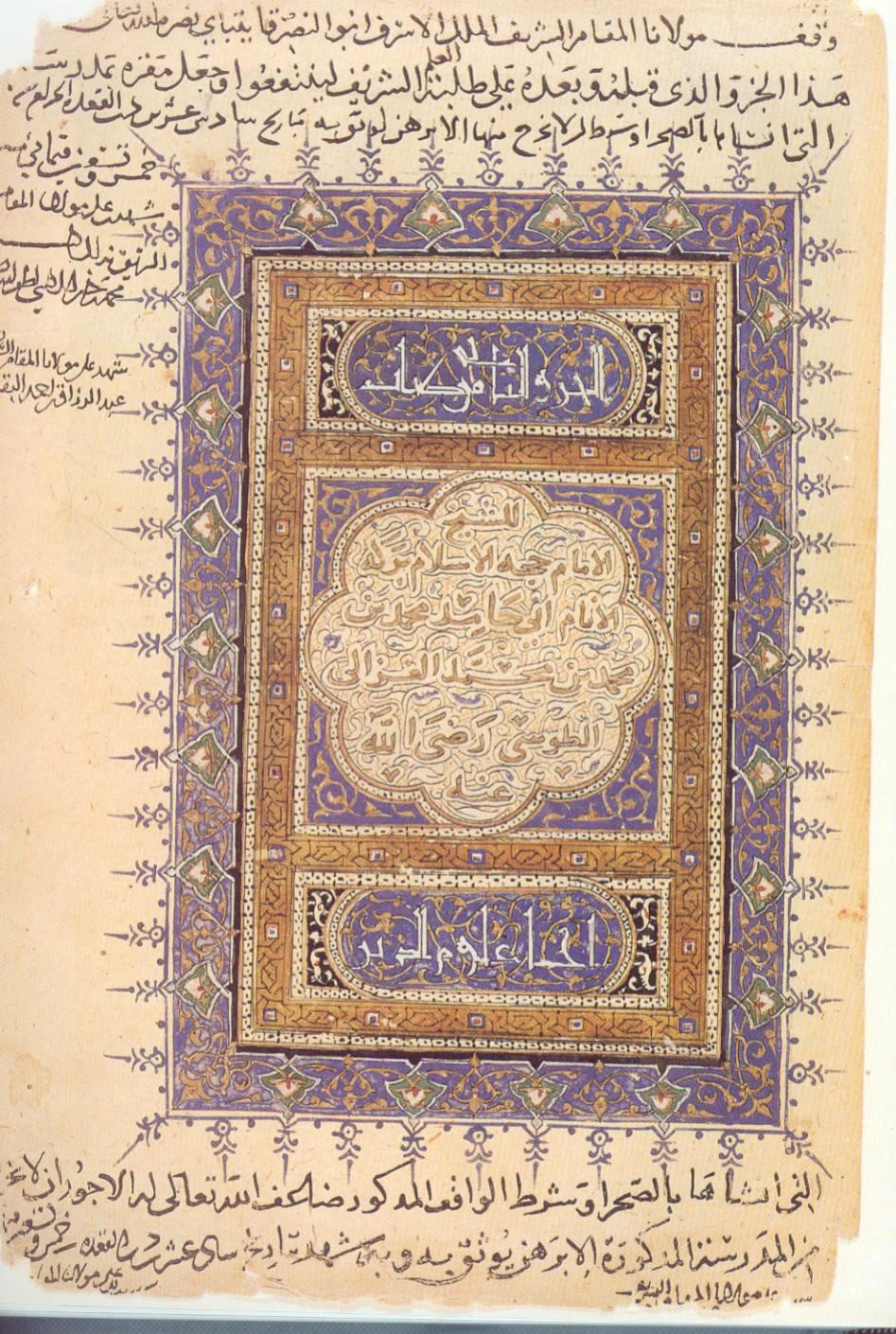
Una antigua página con marginalia de El resurgimiento de las ciencias religiosas.

El libro está dividido en cuatro partes, en la que cada una se conforma en diez volúmenes. Explica las doctrinas y prácticas del Islam, y muestra cómo se pueden convertir en la base de una vida profundamente devota, que conduzca las etapas superiores del sufismo o del misticismo.
- La primera parte aborda el conocimiento y los elementos de la fe.
- La segunda parte trata sobre la gente y los problemas sociales.
- La tercera y cuarta parte están dedicadas al alma interior, donde explican primero los vicios que la gente deben dominar para superarlo, y luego las virtudes que ellos deberían de esforzarse por cumplir.

## Influencia
Se convirtió en el libro islámico más leído después del Corán y el Hadiz. Su gran logro fue unir la teología ortodoxa sunita y el misticismo sufíes de forma útil y comprensible para guiar todos los aspectos de la vida y muerte del musulmán. El libro fue muy bien recibido por ulemas como Al-Nawawi, quién declaró que: "Si todos los libros del islam se perdieran, quedando solamente el Ihya, éste sería suficiente para reemplazarlos a todos."

## Minhaj al-Qasidin
A pesar de que Al-Ghazali era un ulema, no era un experto en el campo del hadiz, por lo que muchas de sus narraciones de hadices fueron examinadas. Expertos en el área como Ibn al-Jawzi y Ibn al-Qudamah al-Maqdisi investigaron y resolvieron las narraciones de los hadices en el libro sobre la base de sus autenticidades. Tras ello, escribieron el Minhaj-al-Qasidin y su visión general llamada Mukhtasar. Posteriormente, el libro fue cuidadosamente reeditado por Ibn al Jawzi (fallecido en 1201) y el resultado de su trabajo adoptó el título de Minhaj al-Qāsidīn wa Mufīd al-Shādiqīn. Los esfuerzos de Ibn al Jawzi para reeditar el libro se consideran fundamentales, y aunque poseía similitudes con Al-Ghazali en términos del dominio del misticismo, él también tenía la superioridad de la experiencia en el conocimiento del hadiz. Su reedición se enfocó en la reexaminación de los hadices existentes, la eliminación de los hadices débiles y disputados, siendo reemplazados por aquellos que son auténticos y sólidos, para que la integridad del libro no se vea comprometida. Minhaj al-Qasidin resultó ser un libro bastante voluminoso, por lo que fue resumido por el ulema Ibn Qudamah, adoptando el nombre de Mukhtasar. Cada vez que Ibn al Jawzi se centraba en el estudio del hadiz, encontraba citas con su nombre en el libro Mukhtasar, con el objetivo de sintetizar y hacer que a esencia del libro anterior sea más concisa, organizada, y fácil de entender. También agregó notas adicionales para que el libro sea más fácil de leer, por parte de los estudiantes. Ibn Qudamah comentó que cada vez que leía Minhajul Qasidin, sentía que el libro era bastante útil para a sociedad, por lo que tenía que ser leído por segunda vez, agín de absorber un significado más profundo que ofrece el libro. Dijo que su admiración por el libro creció de tal manera, que incorporó algunos temas importantes que estaban ausentes, y que eran fácil de encontrar en otras obras destacadas, junto con notas adicionales como hadices y comentarios.